# Amblyphylla lophozancla
Amblyphylla lophozancla är en fjärilsart som beskrevs av Antonius Johannes Theodorus Janse 1960. Amblyphylla lophozancla ingår i släktet Amblyphylla och familjen stävmalar. Inga underarter finns listade i Catalogue of Life.